# اللجنة المؤقتة (مشروع مانهاتن)

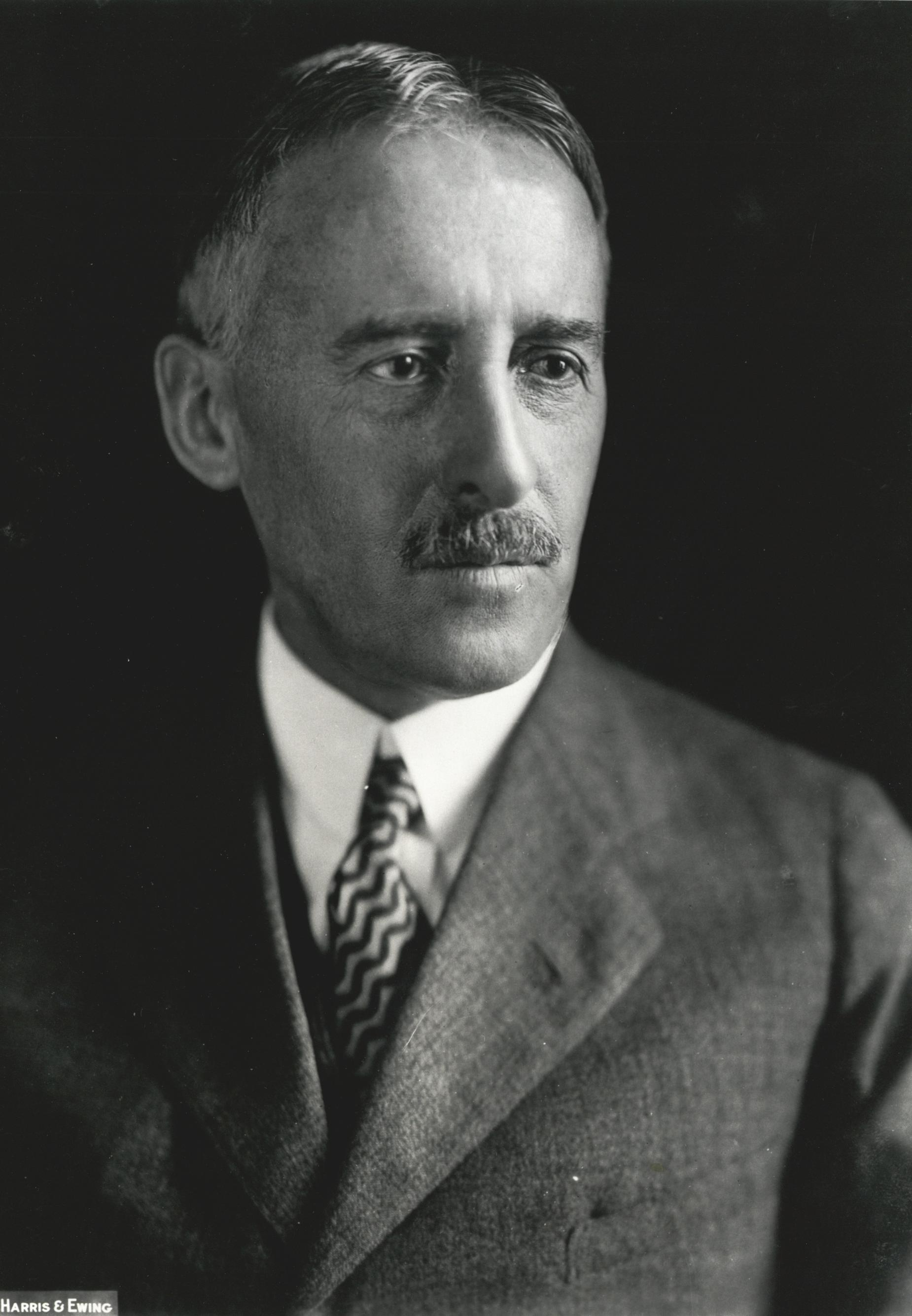
هنري ستيمسون

اللَّجْنَة المُؤَقَّتَة (بالإنجليزية: The Interim Committee) كانت مجموعة سرية عالية المستوى تَشَكَّلَتْ في مايو 1945م على يد وزير الحرب الأمريكي هنري ستيمسون، وجاء ذلك بعد ضغط قادة مشروع مانهاتن وموافقة الرئيس الأمريكي وقتها هاري ترومان على تشكيلها، وتهدف هذه اللجنة إلى تقديم النُّصْح والمشورة في المسائل المتعلقة بالطاقة النووية. وتَكَوَّنَت اللجنة من شخصيات سياسية وعلمية وتجارية بارزة، واشتملت الصلاحيات العامة للجنة على تقديم المشورة لرئيس البلاد خلال فترة الحرب فيما يتعلق بضوابط مشاركة ونشر معلومات القوة النووية، ذلك بالإضافة إلى بناء تَوْصِيَات مُتَعَلِّقَة بالسياسات والضوابط المرتبطة بالطاقة النووية -بما في ذلك تَقْنِين استخدامها- خلال فترة ما بعد الحرب. وكان أولى واجباتها تقديم المشورة بشأن استخدام الأسلحة النووية ضد اليابان. وقَدَّمَت لاحقًا المشورة بشأن وضع قوانين لضَبْط وتنظيم الطاقة النووية. وأُطْلِق على اللجنة تسمية "المؤقتة" لأنه كان يُرَاد استبدالها بعد الحرب بِكَيَان دائم، حيث أُرِيد بشكل حازم وَضْع تطوير التكنولوجيا النووية تحت رِقَابة مَدَنِيَّة. وتأسست هيئة الطاقة الذرية الأمريكية سنة 1946م لتخدم هذا الهدف.

## التشكيل
كان رئيس اللجنة هو ستيمسون نفسه. أما باقي الأعضاء فهم: السيناتور الأمريكي السابق والذي أصبح بعد فترة قصيرة وزيرًا للخارجية جيمس بيرنز، حيث كان ممثِّل الرئيس هاري ترومان في اللجنة، ومُسَاعِد وزير البحرية رالف بارد، ومساعد وزير الخارجية ويليام كلايتون، ومدير مكتب البحث العلمي والتطوير وكذلك رئيس معهد كارنيجي للعلوم فانيفار بوش، ومدير فرع الخدمات الميدانية في مكتب البحث العلمي والتطوير وكذلك رئيس معهد ماساتشوستس للتقانة كارل كومتون، ومدير لجنة بحوث الدفاع الوطني وكذلك رئيس جامعة هارفارد جيمس كونانت، وأحد مساعدي ستيمسون وكذلك رئيس شركة نيويورك للتأمين على الحياة جورج هاريسون. وكان هاريسون يَتَرأس اللجنة في حال غياب ستيمسون، ولكن بيرنز كان على الأرجح أكثر الأعضاء تأثيرًا باعتباره ممثلًا عن الرئيس الأمريكي.
عَقَدَت اللجنة المؤقتة أولى اجتماعاتها بتاريخ 9 مايو 1945م. وبدأ ستيمسون الاجتماع بتوضيح الصلاحيات العامة لِلَّجْنَة التي شَمِلَت تقديم المشورة لرئيس البلاد خلال فترة الحرب فيما يتعلق بضوابط مشاركة ونشر معلومات القوة النووية، ذلك بالإضافة إلى بناء توصيات مُتَعَلِّقَة بالسياسات والضوابط المرتبطة بالطاقة النووية -بما في ذلك تَقْنِين استخدامها- خلال فترة ما بعد الحرب. لم تكن اللجنة المؤقتة مُكَلَّفَة على وجه الخصوص بتقديم توصيات متعلقة بالاستخدام العسكري للأسلحة النووية ولكن ضُلُوعَهَا بذلك أصبح حَتْمِيًّا بسبب طبيعة مناصب الأعضاء المُكَوِّنِين للَّجنة بالإضافة إلى الارتباط الوثيق بين استخدام الأسلحة النووية في الحرب مع السياسات المتعلقة بها في فترة ما بعد الحرب.